# Hyacinthella dalmatica
Hyacinthella dalmatica är en sparrisväxtart som beskrevs av Chouard. Hyacinthella dalmatica ingår i släktet Hyacinthella och familjen sparrisväxter. Inga underarter finns listade i Catalogue of Life.